# Et-Taous
Et-Taous (en àrab الطاوس, aṭ-Ṭāwus; en amazic ⵟⴰⵡⵙ) és una comuna rural de la província d'Errachidia, a la regió de Drâa-Tafilalet, al Marroc. Segons el cens de 2014 tenia una població total de 6.792 persones.